# Абрагам ван Беєрен
Абрагам ван Беєрен (нід. Abraham van Beijeren, 1620–1690) — голландський художник XVII століття, майстер натюрмортів з посудом і фруктами, іноді з квітами, робив також морські пейзажі.

## Біографія
Абрагам Гендрікс ван Беєрен не належав при житті до визнаних майстрів. Тому не всі сторінки життя митця відомі достеменно. Ми не маємо точної дати народження художника, яку визначають як 1620 чи 1621 р. Походив з ремісничої родини, батько був гутник.
Вважають, що майбутній художник — учень Пітера де Пюттера (1605–1659). В першому шлюбі — дружиною була сестра Пітера де Пюттера.
Зафіксоване перебування художника в місті Лейден у 1628 р., звідки перебрався у Гаагу, де з 1640 р. рахувався майстром в гільдії св. Луки. До цього періоду належить більша частина його морських краєвидів (жанр — марина).
У 1647 році узяв шлюб з Анною ван ден Квеборн. У 1657 р. знов переїзд, цього разу до міста Делфт, де теж був майстром в місцевій гільдії живописців. Працював в Амстердамі, а в останні роки життя перебрався в Оверсхі, нині Роттердам, де й помер.

## Морські пейзажі художника

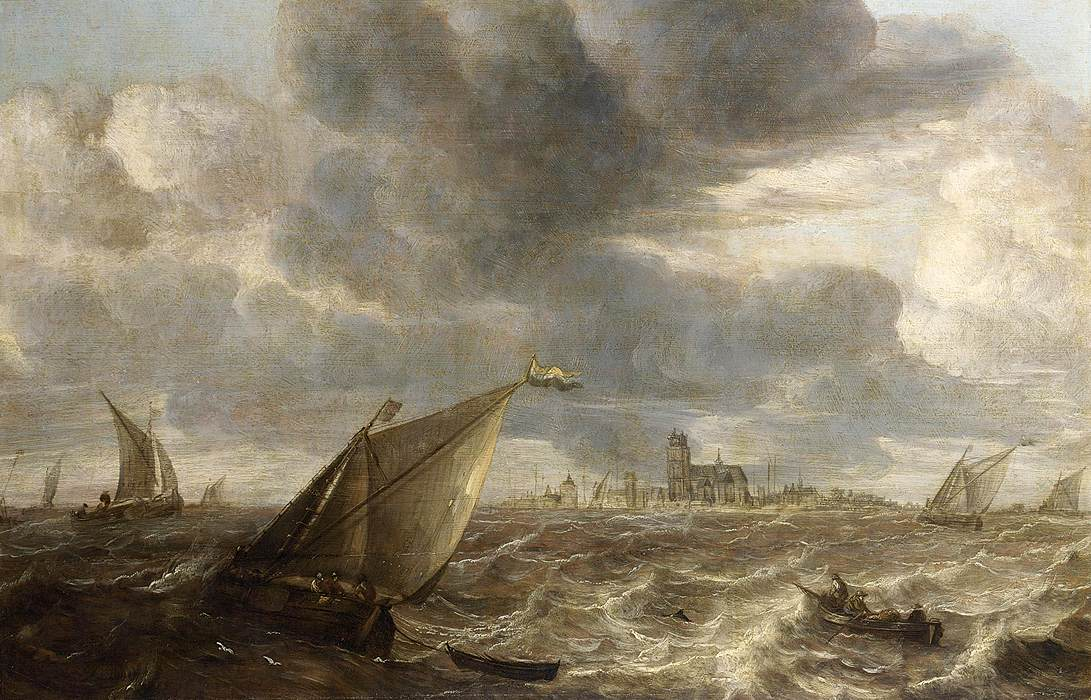
« Морський пейзаж з собором на тлі», прив. збірка
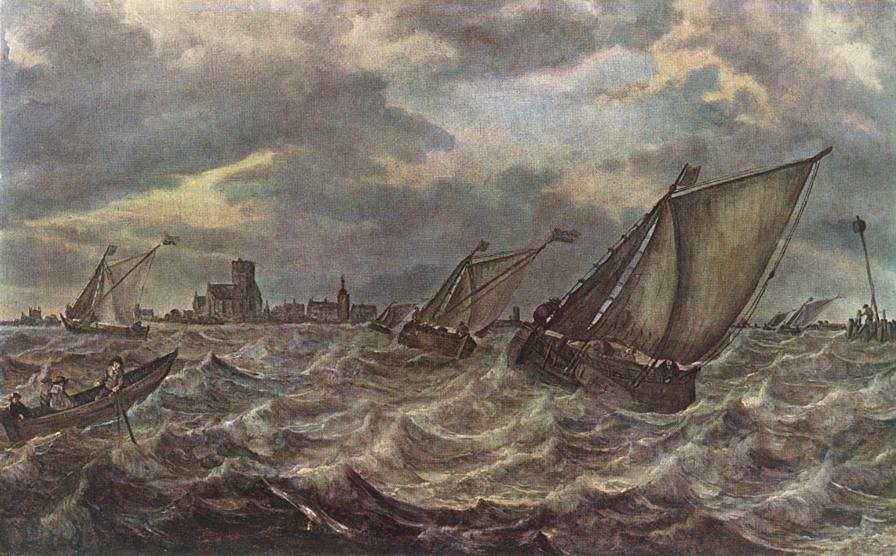
«Штормове море», Музей образотворчих мистецтв (Будапешт)
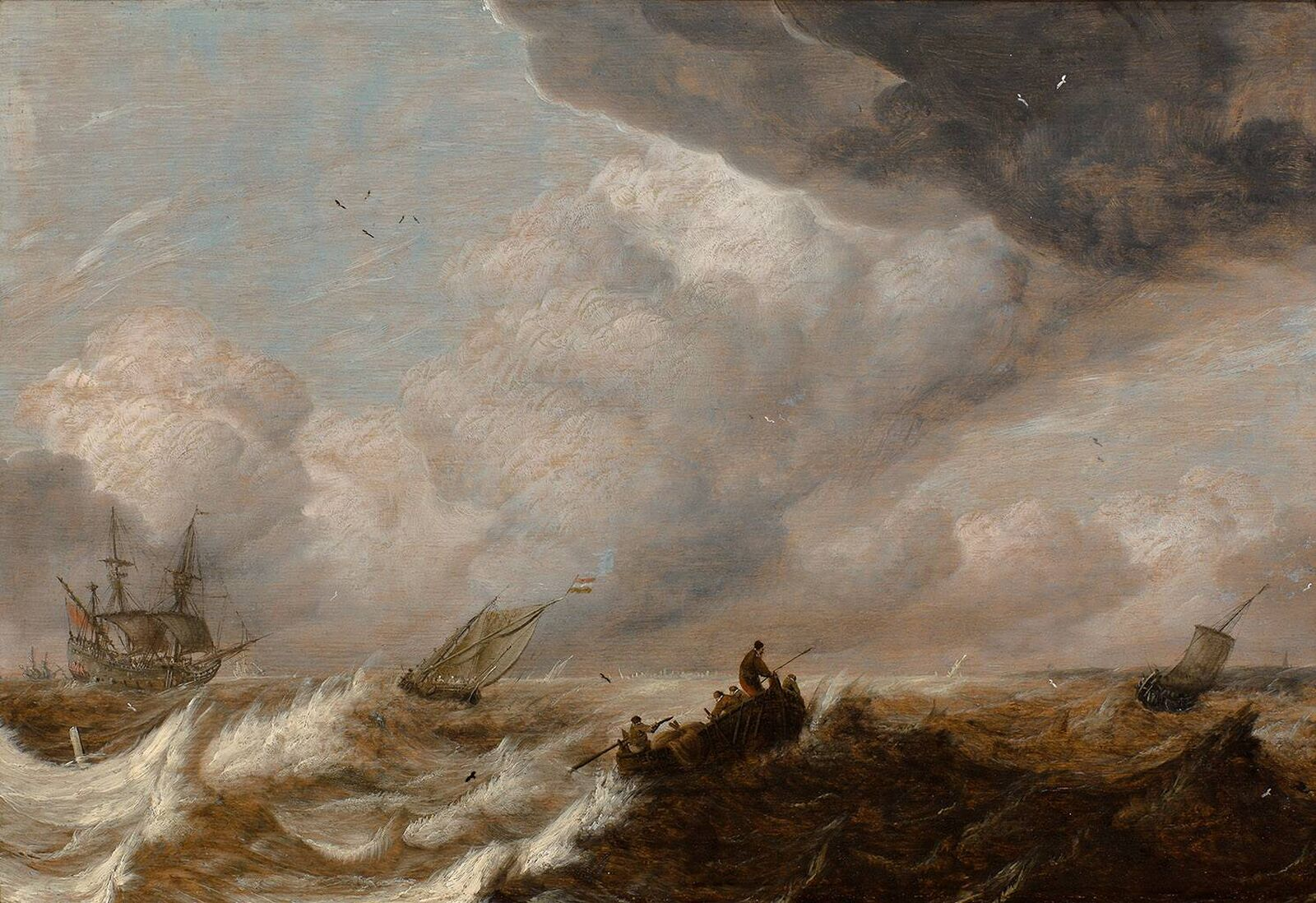
« Човни під час шторму», Музей Бойманс ван Бенінген, Роттердам
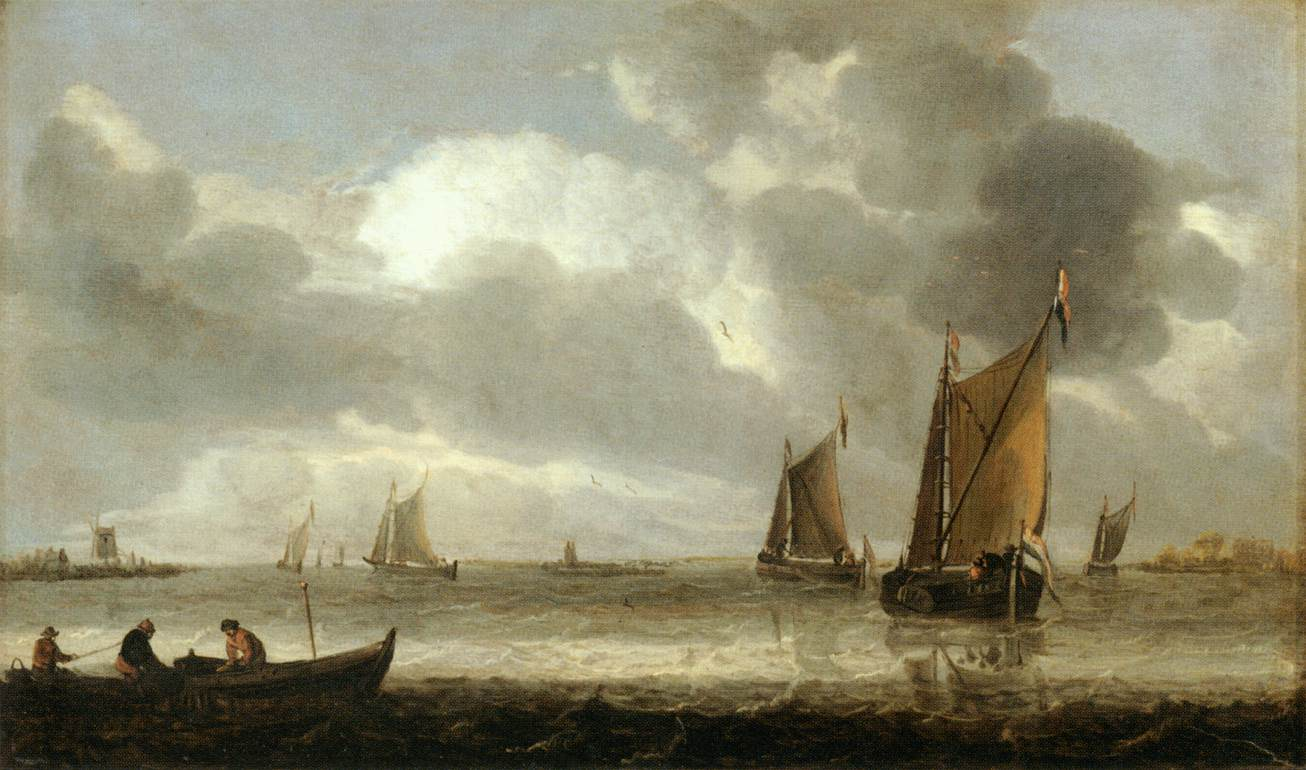
« Срібний морський краєвид», Лувр, Париж

## Вибрані твори

«Натюрморт з коштовним посудом», Державний музей (Амстердам)

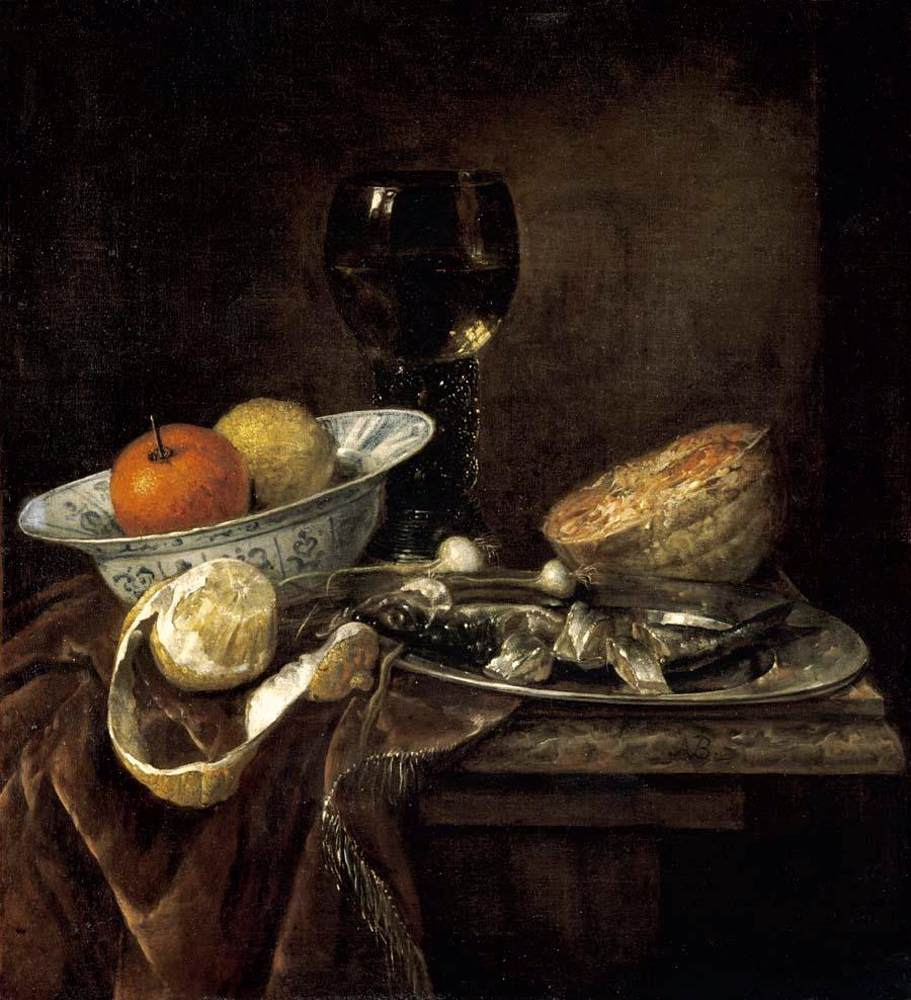
«Натюрморт», приватна збірка

- «Натюрморт з омаром», Стара пінакотека, Мюнхен
- «Натюрморт з рибою», Гент
- «Натюрморт з коштовним посудом», Державний музей (Амстердам)
- «Натюрморт з омаром та келихом наутілус», Цюрих, Швейцарія
- «Риби і заєць», Музей образотворчих мистецтв імені Пушкіна, Москва
- «Сніданок», Музей образотворчих мистецтв імені Пушкіна, Москва
- «Натюрморт з рибою», Дрезденська картинна галерея
- «Натюрморт з омаром та фруктами», Лейпциг
- «Натюрморт з апельсином і коштовним посудом», Державний музей (Амстердам)
- «Натюрморт з дичиною та апельсином», прив. збірка
- «Натюрморт з рибою в кошику», прив. збірка
- «Морський пейзаж з собором на тлі», прив. збірка
- «Штормове море», Музей образотворчих мистецтв (Будапешт)
- «Човни під час шторму», Музей Бойманс ван Бенінген, Роттердам
- «Срібний морський краєвид», Лувр, Париж
- «Натюрморт», Карлсруе.
- «Фрукти», Обласний музей, Калуга, Росія
- «Риби на березі моря», Ермітаж, Санкт-Петербург
- «Риби в кошику», Ермітаж, Санкт-Петербург
- «Сніданок», Ермітаж, Санкт-Петербург
- «Риби на столі», Ермітаж, Санкт-Петербург

## Галерея

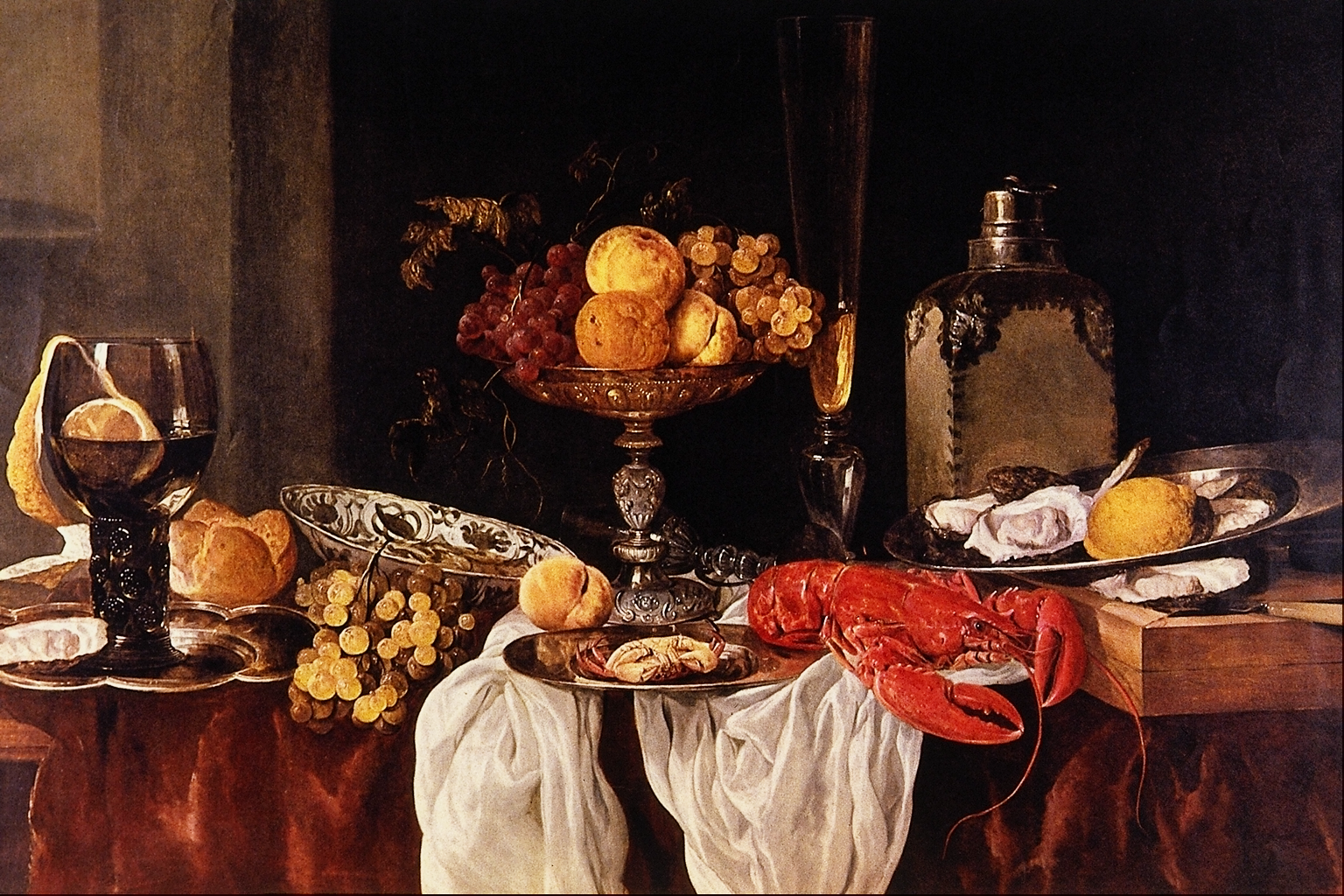
«Бенкетний натюрморт»
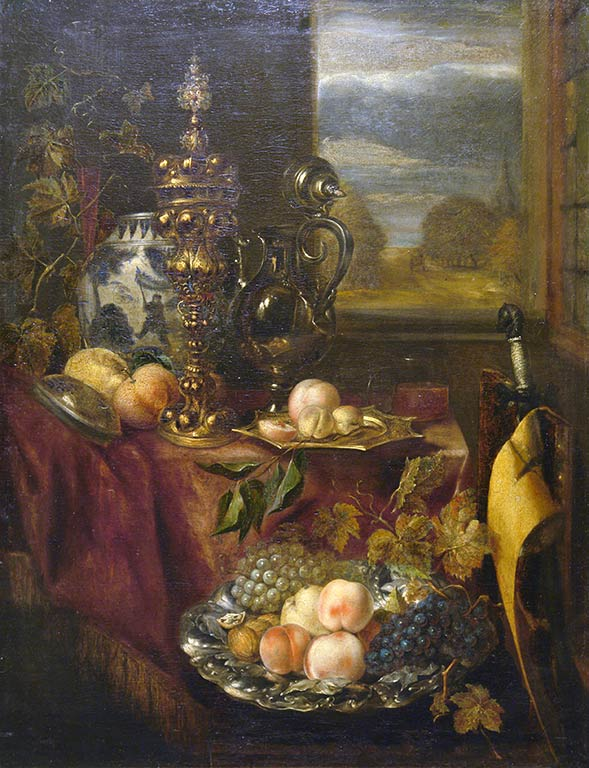
«Фрукти», Обласний музей, Калуга, Росія
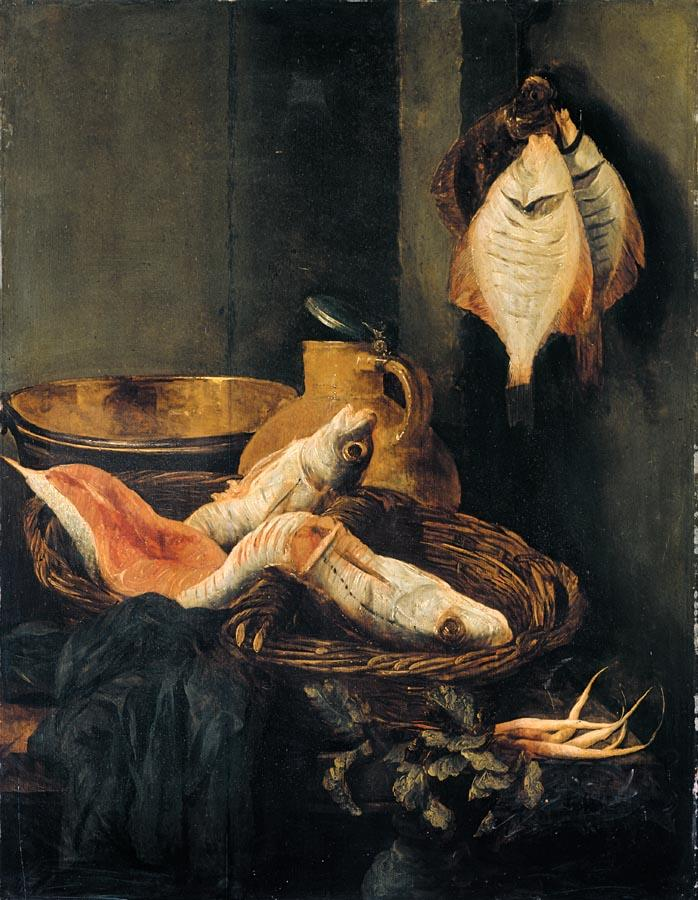
«Риби в кошику», прив. збірка
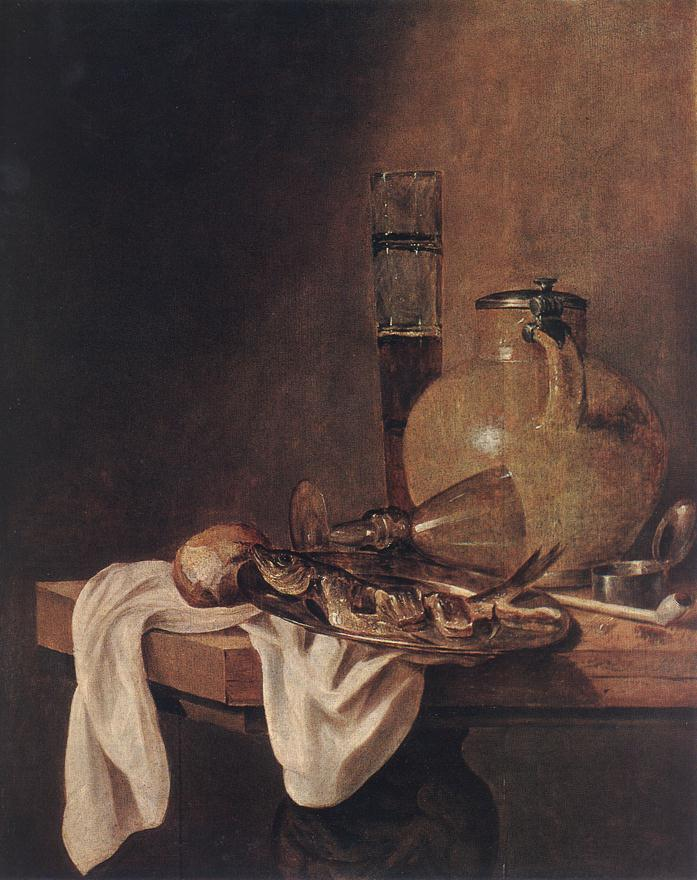
«Сніданок», Музей образотворчих мистецтв імені Пушкіна, Москва